# Hsunycteris

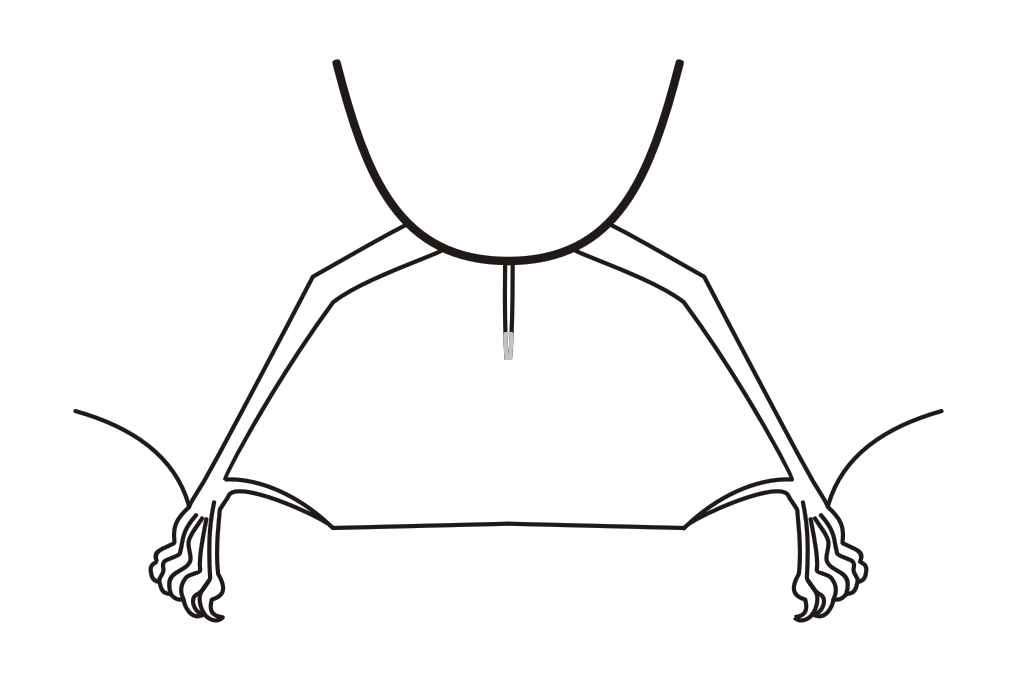
Illustrazione della parte posteriore di Hsunycteris

Hsunycteris (Parlos, Timm, Swier, Zeballos & Baker, 2014) è un genere di pipistrelli della famiglia dei Fillostomidi.

## Descrizione

### Dimensioni
Al genere Hsunycteris appartengono pipistrelli di piccole dimensioni, con lunghezza della testa e del corpo tra 46 e 57 mm e la lunghezza dell'avambraccio tra 29 e 34,7 mm.

### Caratteristiche craniche e dentarie
Il cranio presenta le arcate zigomatiche incomplete ed il rostro più corto della scatola cranica. Le cuspidi dei denti sono ben sviluppate, condizione alquanto primitiva nei pipistrelli nettarivori. Il primo ed il secondo premolare superiore sono allungati.
Sono caratterizzati dalla seguente formula dentaria:

### Aspetto
Le parti dorsali variano dal bruno-rossastro al marrone scuro, mentre quelle ventrali sono più chiare. Il muso è stretto e allungato, mentre la lingua è estensibile e fornita all'estremità di papille setolose. La mandibola è leggermente più lunga della mascella. La foglia nasale è relativamente sviluppata lanceolata. Le orecchie sono di medie proporzioni, rotonde e ben separate tra loro. In alcune forme l'avambraccio è ricoperto di peli. Le membrane alari sono ampie ed attaccate posteriormente sulle caviglie. L'estremità della coda fuoriesce dalla superficie dorsale dell'ampio uropatagio, mentre il calcar è più corto del piede.

## Distribuzione
Il genere è diffuso in America Meridionale.

## Tassonomia
Il genere comprende 4 specie, precedentemente assegnate al genere Lonchophylla.
- Hsunycteris cadenai
- Hsunycteris dashe[2]
- Hsunycteris pattoni
- Hsunycteris thomasi